# Gauzberto de Maine
Gauzberto (fallecido en 853) fue conde de Maine desde 840 a 853. Fue miembro de la familia rorgónida, hijo de Gauzlin I, señor de Maine y Adeltruda.
Está documentado por vez primera en 839 en una carta de su hermano el conde Rorgon I de Maine. Rorgon murió poco después, dejando hijos muy jóvenes, y Gauzberto asumió el gobierno, organizando la defensa del condado de Maine contra los vikingos. También combatió contra Lamberto II, conde de Nantes. En 852 asesinó a Lamberto en una emboscada.
En 853, el señor de Gauzberto Carlos el Calvo le acusó de hacer una alianza con los bretones, que estaban rebelados contra él, y, de acuerdo con algunos documentos, le hizo ejecutar. Se dice que la ejecución pudo haber incitado a otros grandes francos a rebelarse y pedir ayuda al medio hermano de Carlos y rival Luis el Germánico. Sin embargo, de acuerdo con la Chronique de Saint-Maixent, Gauzberto fue emboscado y asesinado por ciudadanos de Nantes en venganza por la muerte de Lamberto.
No se sabe si estuvo casado o si tuvo hijos. Lo sucedió su sobrino Rorgon II de Maine.